# Angersdorf
Angersdorf è un ex comune tedesco di 1 195 abitanti, situato nel land della Sassonia-Anhalt. Dal 1º settembre 2010 è stato incorporato nel comune di Teutschenthal, del quale è oggi una frazione (Ortsteil).